# Kaskaden von Sautadet
Die Kaskaden von Sautadet sind Schluchten und Wasserfälle im Flusslauf der Cèze. Diese natürlichen Wasserfälle und Strudel, die sich auf einer Breite von über 500 Metern in den weißen Kalkstein gegraben haben, sind ein eindrucksvolles und auch sehr lautes Naturschauspiel. Zu finden ist dieses Naturschauspiel im Ort La Roque-sur-Cèze.

## Bildergalerie

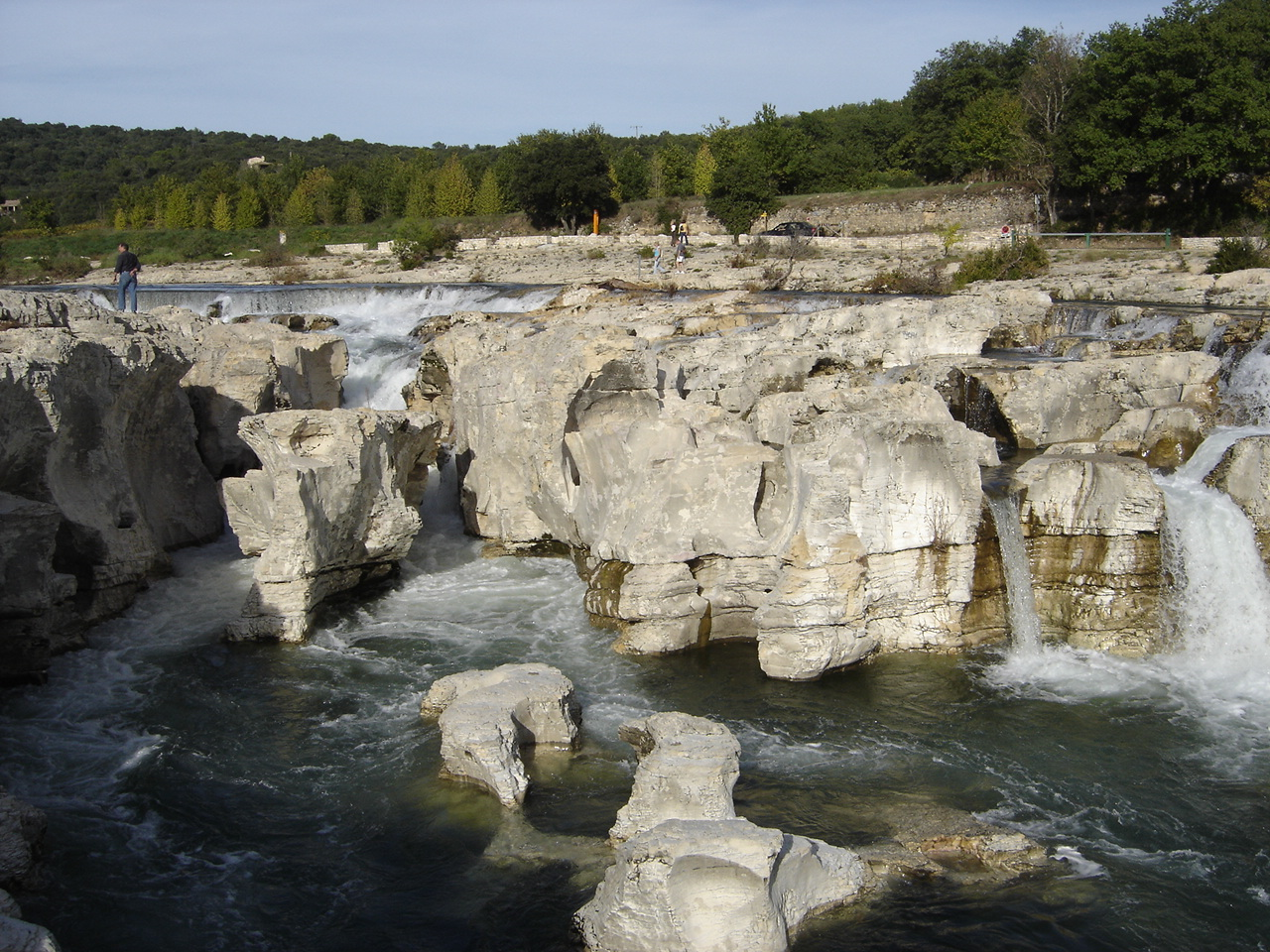
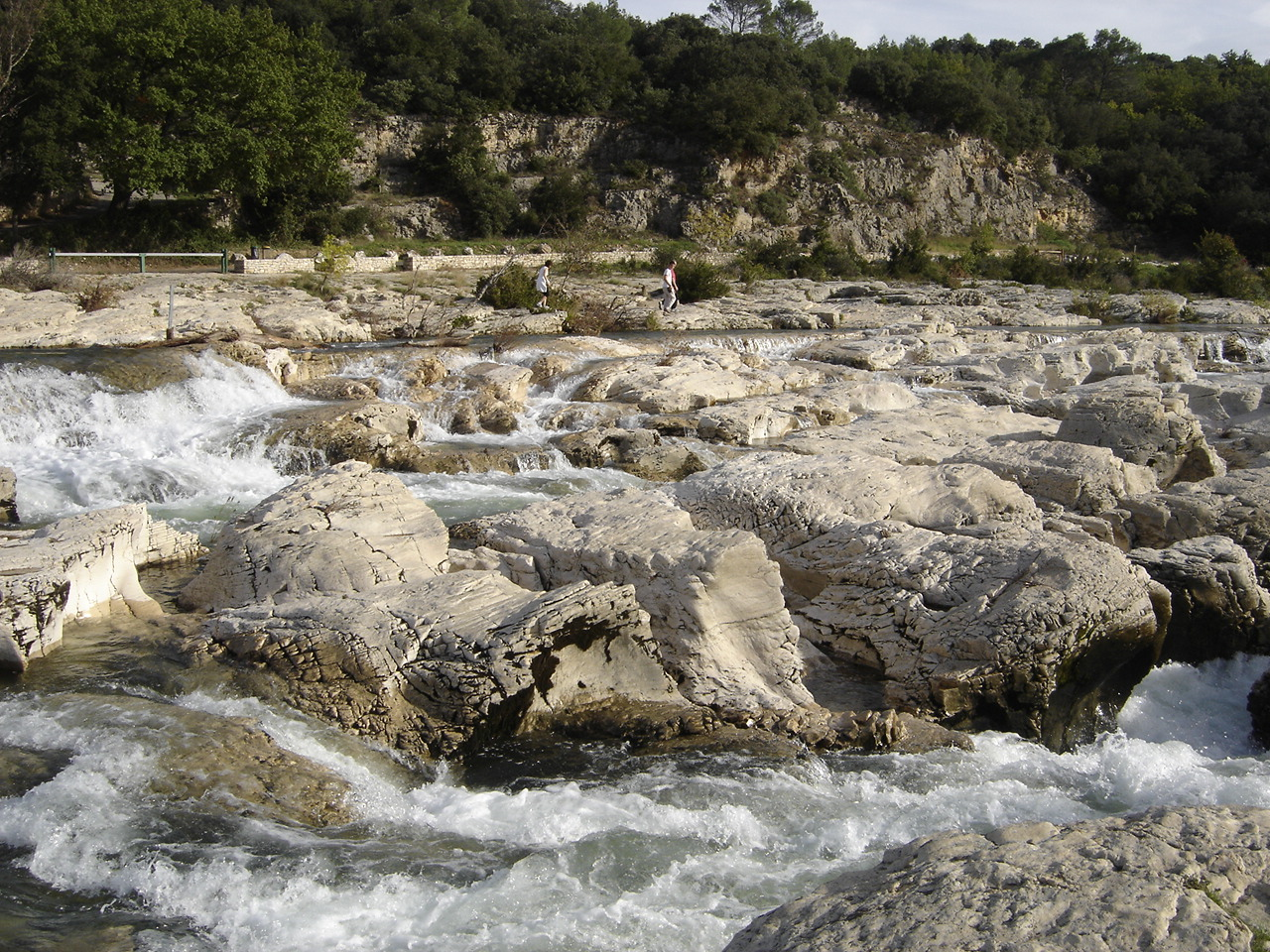
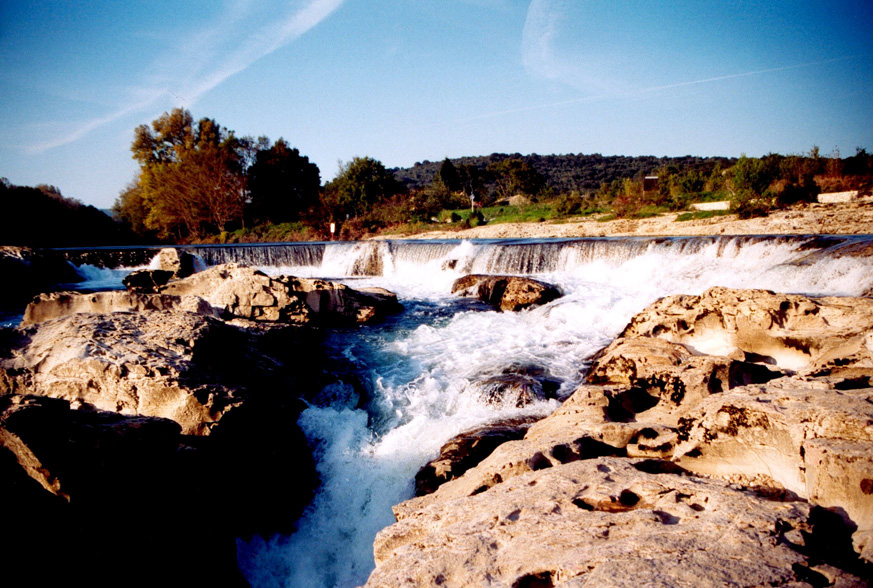